# فرانسيسكو كابيلو
فرانسيسكو كابيلو (بالإنجليزية: Francisco Cabello)‏ مواليد 06 ديسمبر 1972 في سانتا في، الأرجنتين، هو لاعب كرة مضرب أرجنتيني سابق كان يلعب باليد اليمنى بدأ مسيرته كمحترف عام 1994.

## روابط خارجية
- فرانسيسكو كابيلو على موقع رابطة محترفي التنس (الإنجليزية)
- فرانسيسكو كابيلو على موقع الاتحاد الدولي لكرة المضرب (الإنجليزية)
- فرانسيسكو كابيلو على موقع خلاصة التنس.كوم (الإنجليزية)